# Aston Martin Virage (V8)
Pour les articles homonymes, voir Aston Martin Virage.
L'Aston Martin Virage est une automobile de grand tourisme produite par la marque britannique Aston Martin. Elle a succédé à l'Aston Martin V8 et en a repris le moteur V8, avec une ligne plus moderne, et notamment 32 soupapes au lieu de 16. La culasse du moteur a été conçue par Callaway, et l'injection par Weber (Magneti-Marelli). La version Vantage fut également reprise, l'adjonction de deux compresseurs permettant de faire monter la puissance à 550 ch.
| Production |      |
| ---------- | ---- |
| Virage     | 355  |
| Volante    | 305  |
| Vantage    | 280  |
| Coupé      | 101  |
| Le Mans    | 40   |
| Total      | 1081 |

## Virage
Comparé à l'Aston Martin V8 précédent, le design était plus frais et plus moderne. La Virage était plus proche de la Lagonda en termes de design que de la V8 qu'elle remplaçait. Pour réduire les coûts, de nombreuses pièces moins importantes provenaient d'autres sociétés, comme cela avait été le cas pour les automobiles Aston Martin du passé. Les phares avant et les feux arrière élégants provenaient respectivement de l'Audi 200 et de la Volkswagen Scirocco, tandis que General Motors, Jaguar, Citroën et Ford fournissaient la colonne de direction, le panneau de commande de climatisation, les rétroviseurs extérieurs et les interrupteurs du tableau de bord. En fait, Ford avait acheté Aston Martin et Jaguar peu de temps avant les débuts de la Virage et elle est devenue le premier modèle à être introduit sous le nouveau propriétaire.
La Virage était une grande voiture lourde malgré sa carrosserie entièrement en aluminium, mais le couple de 494 N⋅m du moteur V8 de 5,3 l à 32 soupapes élevait ses performances à des niveaux proches de ceux d'une voiture de sport. La voiture de 1 790 kg pouvait atteindre une vitesse de pointe de 254 km/h (158 mph). La variante automatique pouvait accélérer de 0 à 97 km/h (60 mph) en 6,5 secondes (7,4 secondes pour la version manuelle). Le moteur catalysé de spécification européenne produit 310 ch (228 kW) à 5 300 tr/min, et les tests d'époque ont affirmé qu'il fallait 8 secondes pour atteindre 100 km/h (62 mph) pour la version automatique. Une mise à niveau de la puissance du moteur à 350 ch (261 kW, 355 ch) a été annoncée au salon de l'automobile de Genève de 1996.
La boîte manuelle à cinq vitesses ZF Friedrichshafen était montée sur environ quarante pour cent des voitures produites. L'option automatique la plus populaire était la transmission à trois vitesses Torqueflite de Chrysler. Pour l'année modèle 1993, l'unité à trois vitesses a été remplacée par une unité automatique à quatre vitesses. La boîte manuelle à six vitesses de la Vantage est également devenue optionnelle à la fin de la production de la Virage. Aston Martin s'était préparé à un taux de production annuel de 275 exemplaires. Finalement, le total a représenté en moyenne environ un tiers de ce chiffre au cours des sept années de vie du modèle (y compris la Volante).

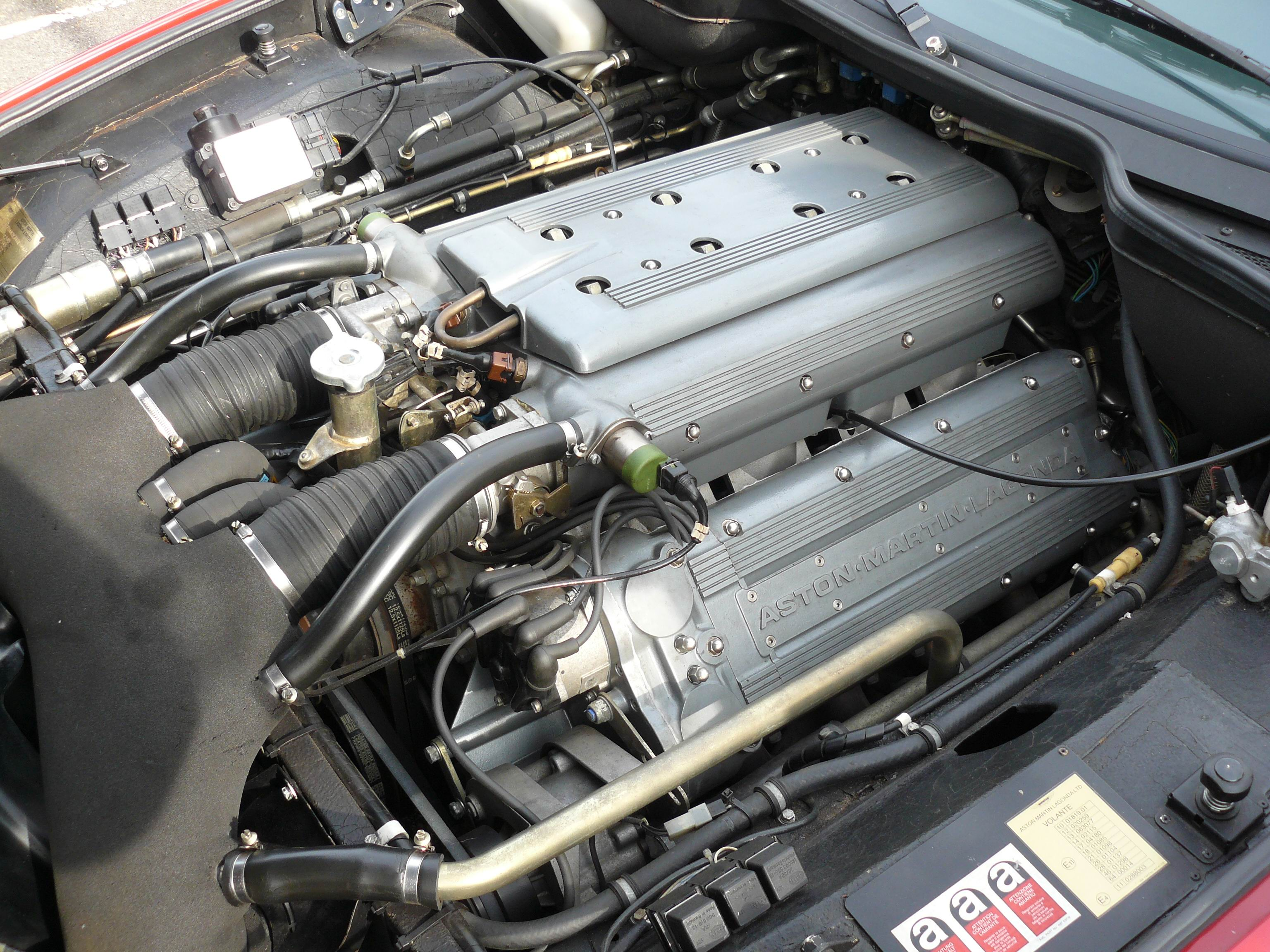
Moteur de la Virage.
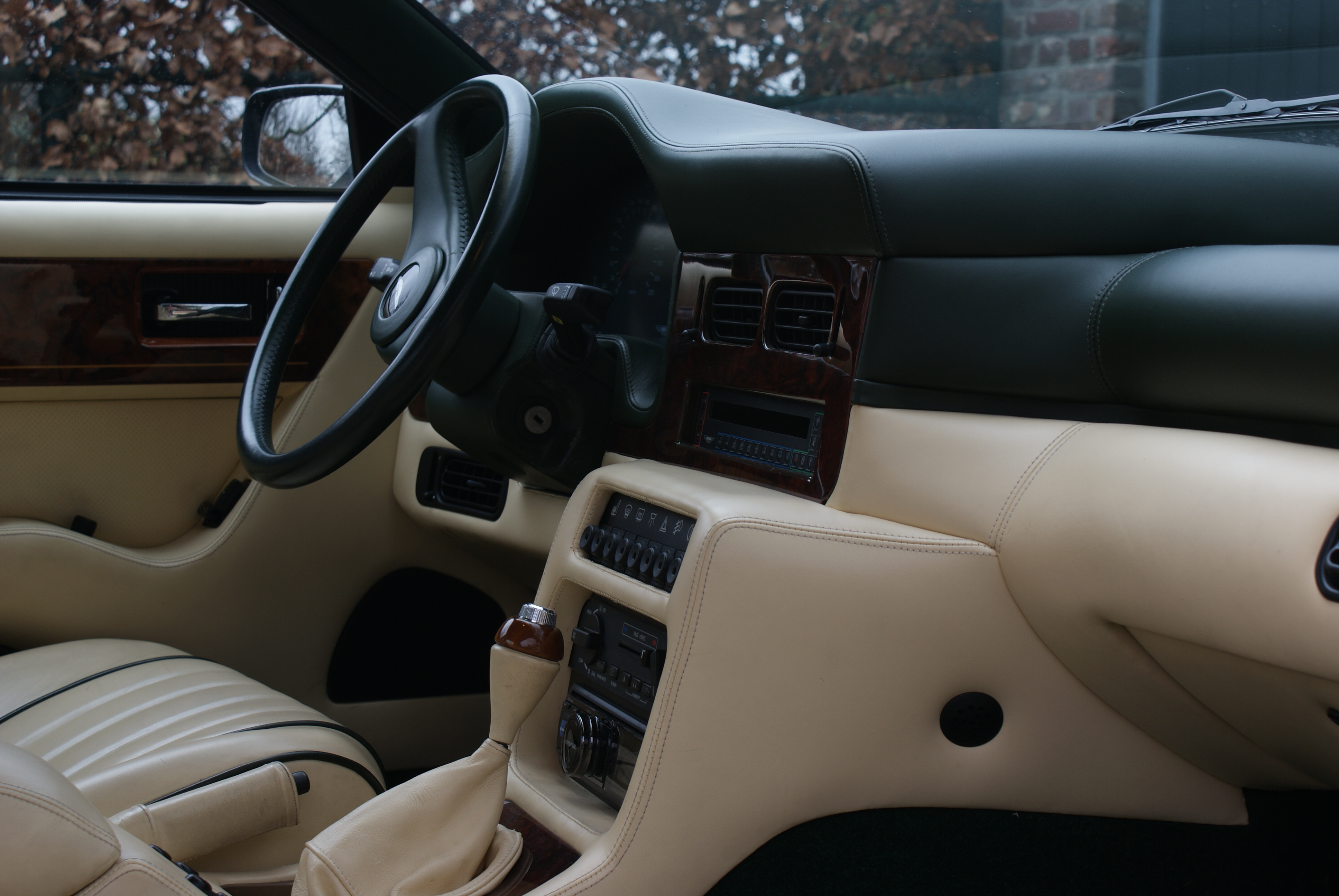
Vue de l'intérieur.
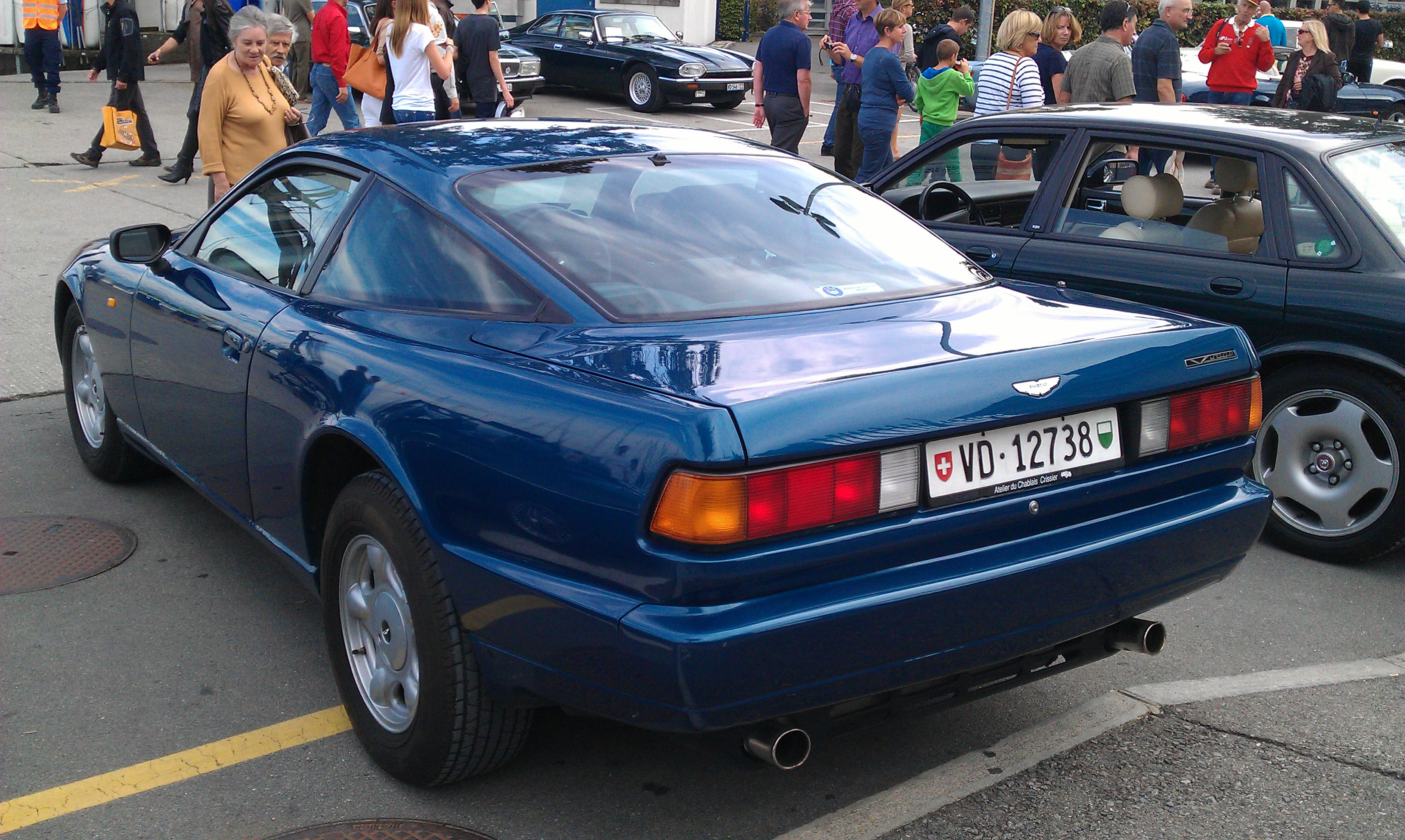
Vue arrière.

### Virage Volante
La version décapotable de la Virage appelée Virage Volante, a fait ses débuts au salon automobile de Birmingham en 1990 en tant que stricte biplace, mais une version 2+2 au salon de l'automobile de Genève en 1991. Les exemplaires de production, apparus pour la première fois en 1992, devaient tous comporter des sièges 2+2. Des sources indiquent que 224 ou 233 exemplaires avaient été produits lorsque la production a pris fin en 1996. Les 11 derniers exemplaires avaient déjà la version atmosphérique de 1995 du moteur que l'on retrouve dans les modèles ultérieurs V8 et V8 Volante LWB avec la boîte automatique Torqueflite à quatre vitesses améliorée et à overdrive et une puissance de 359 ch (264 kW, 354 ch), ce qui peut expliquer en partie pourquoi il y a un certain désaccord sur les chiffres de production.
Une nouvelle V8 Volante LWB, avec un style actualisé du V8 Coupé, a été produite de 1997 à 2000 sur un châssis allongé de 200 mm. Seulement 63 exemplaires ont été construites au moment où la production s'est arrêtée.

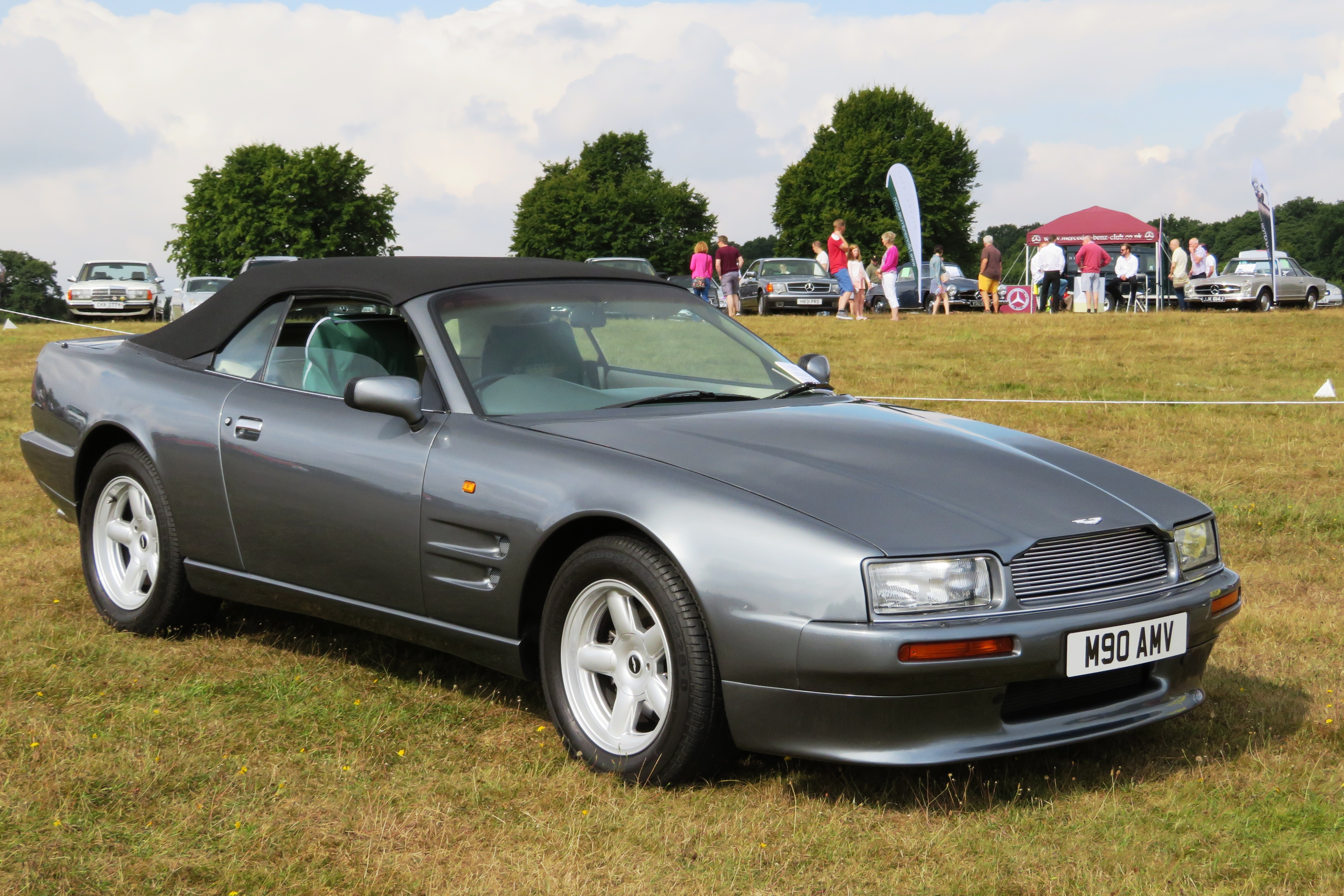
Vue de 3/4 avant.
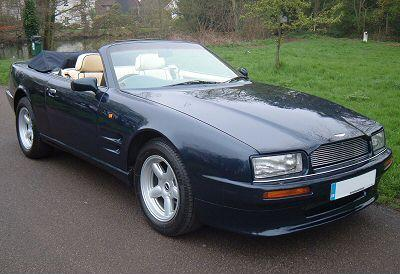
Vue de face.
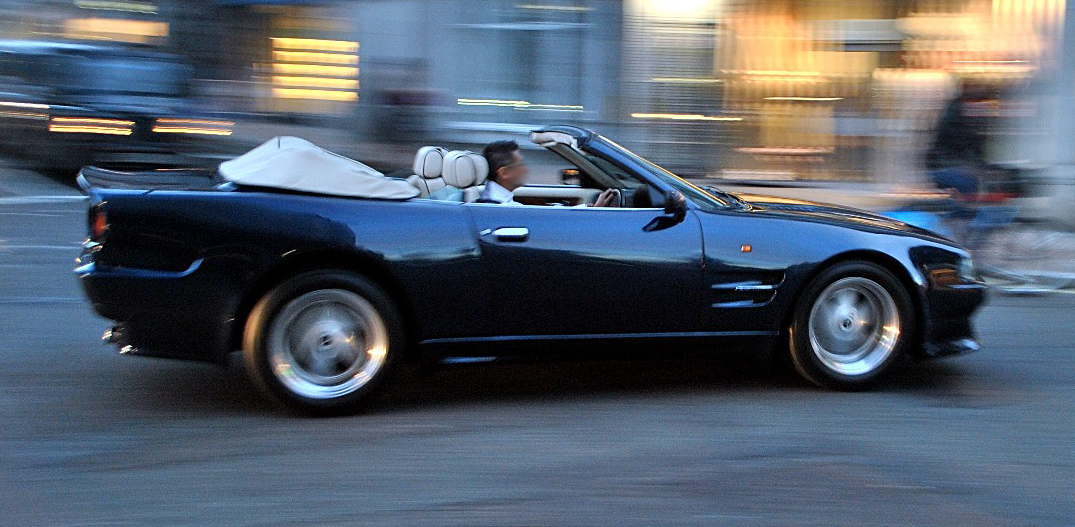
Vue de profil de la LWB.
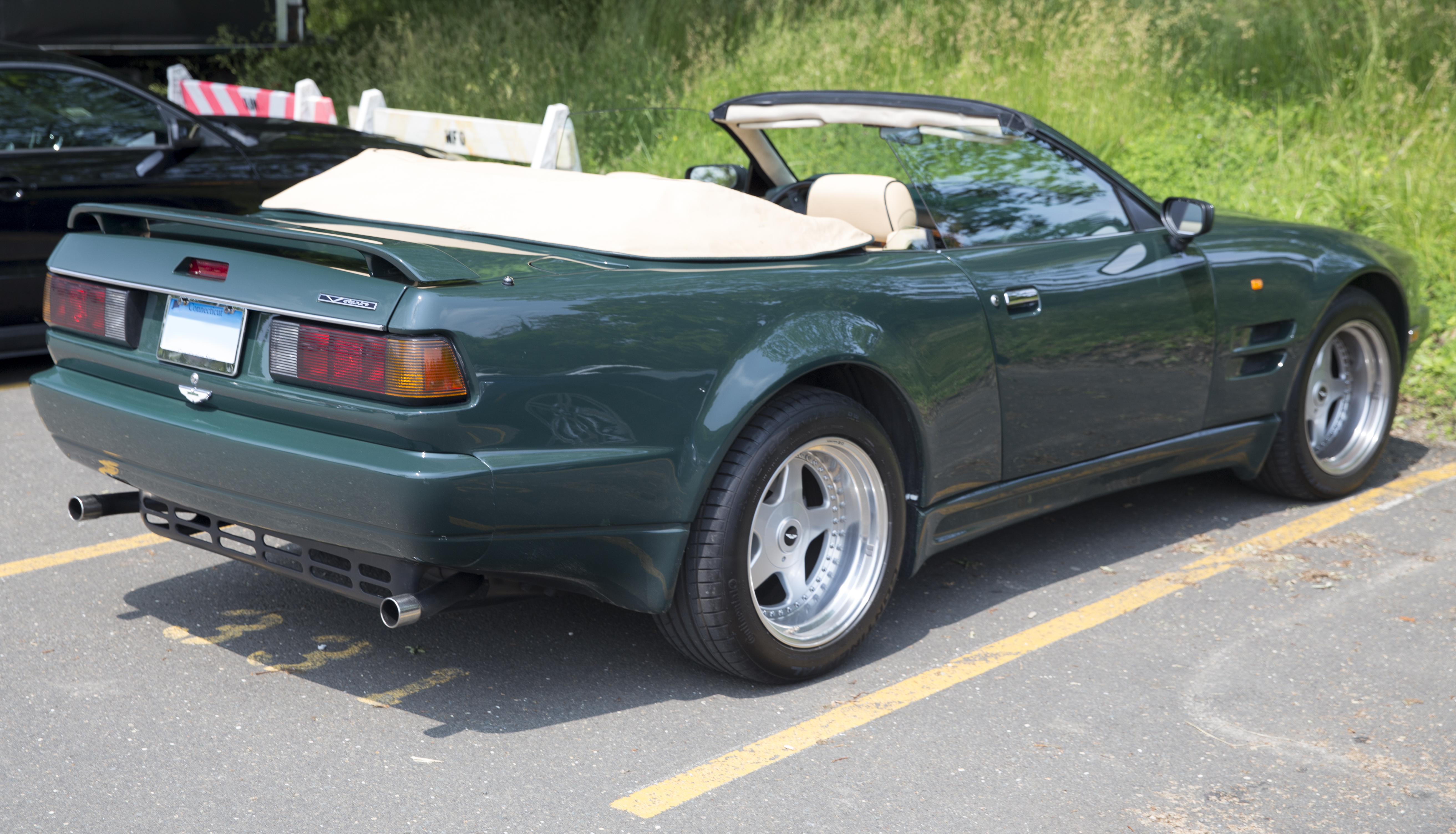
Vue de 3/4 arrière.

### Virage Shooting Brake
Une version break de chasse de la Virage a été proposée en nombre limité. Elle a fait ses débuts au salon de l'automobile de Genève en 1992. Contrairement aux précédents modèles Aston Martin Shooting Brake, la Virage a été produite en interne par le service d'usine de la société, avec six exemplaires construits au total.

### Virage Lagonda

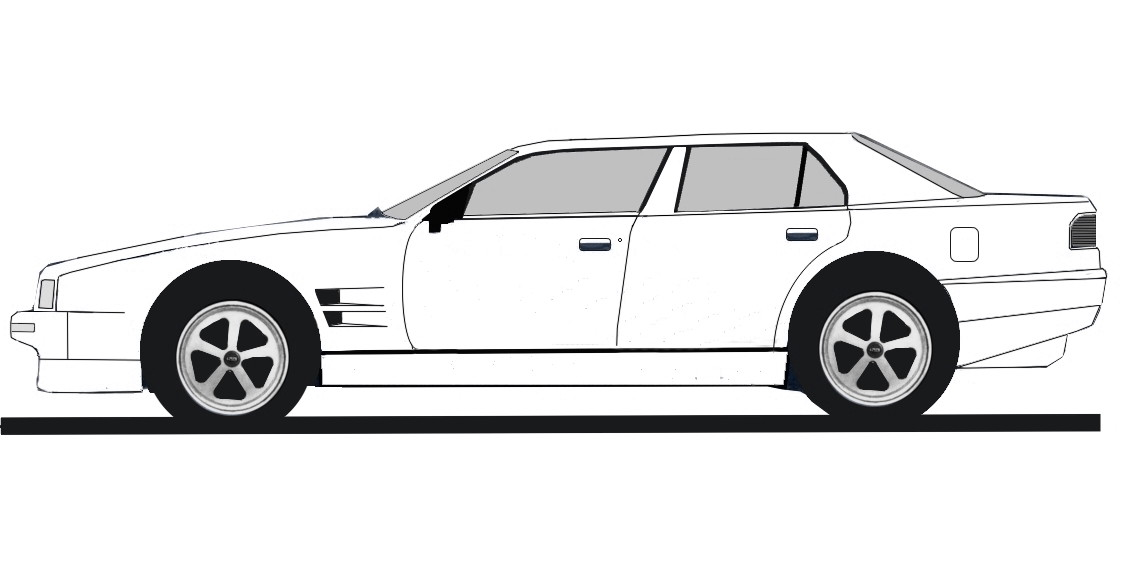
Aston Martin Virage Lagonda (dessin).

La Virage a été déclinée, en 1994 par le département Works Service, en une version Lagonda Saloon 4 portes à empattement de 2.90m (contre 2.61m initialement) ainsi qu'une Lagonda Shooting Brake 5 portes, longue de 5.05m, pouvant transporter jusqu'à 7 personnes. Le badge sur le hayon de la 5 portes signifie « Vacances ». Toutes deux équipées d'un moteur V8 6,3 l de 465 ch,. La plupart de ces voitures ont été commandées par la famille royale Hassanal Bolkiah de Brunei.

### Caractéristiques techniques
- Moteur : V8 5341 cm³ (100*85 mm), 32 soupapes DOHC, rapport volumétrique de 9.75:1, injection électronique
- Puissance : 350 ch à 6000 tr/min
- Couple : 500 N m à 4300 tr/min
- Transmission : Automatique à 4 vitesses
- Freinage : Disques ventilés de 362 mm à l'avant, disques de 286 mm à l'arrière. Système antiblocage.
- Performances : 0 à 100 km/h en 6.5s

## V8 Coupé
La V8 Coupé est un coupé 2 portes 2+2 présentée au salon automobile de Genève (GIMS) en 1996, elle est moins extrême (par rapport à la Vantage) qui a remplacé la Virage standard à partir de 1996, avec le style mis à jour hérité de la Vantage plus puissant. Dépourvu des compresseurs et du style de carrosserie plus agressif de son frère, le moteur du V8 Coupé a une puissance de 350 ch (500 N·m de couple. Au total, 101 exemplaires du V8 coupé ont été construites de 1996 à 1999.

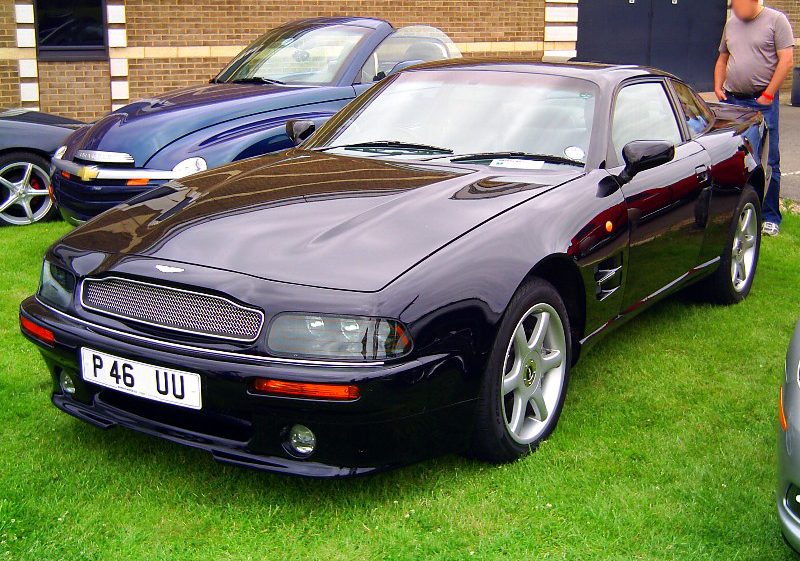
Vue de 3/4 avant.
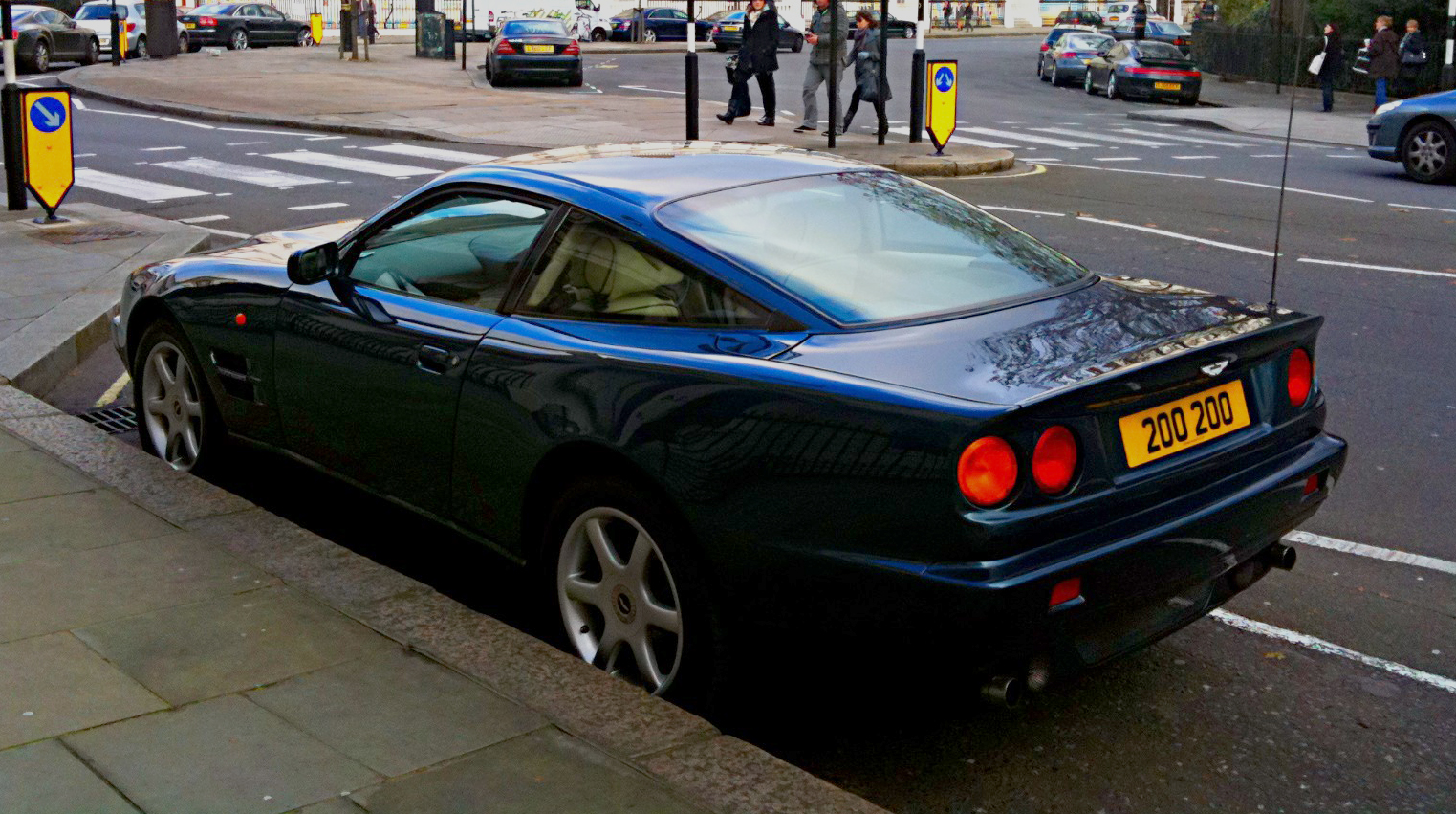
Vue de 3/4 arrière.

### V8 Volante LWB
La V8 Volante LWB modèle unique a été présentée au salon de l'automobile de Londres en 1997.

### V8 LWB Shooting Brake
Un break appelé V8 LWB Shooting Brake a été créé à partir d'une base de V8 Volante LWB (d'où son nom) et fabriqué dans un garage Suisse entre 2002 et 2006.

## V8 Vantage
La Vantage est apparue au salon automobile de Birmingham en 1992 et commercialisée en 1993. La principale différence avec sa devancière est la face avant, plus agressif, plus sportif. L'intérieur est recouvert de cuir et de boiserie, les sièges sont réglables électriquement.
Le V8 de 5,3 l passe de 310 à 550 ch, associé à deux compresseurs Eaton et à une boîte de vitesses manuelle à 5 rapports, elle était capable de dépasser les 300 km/h.

### Vantage V600

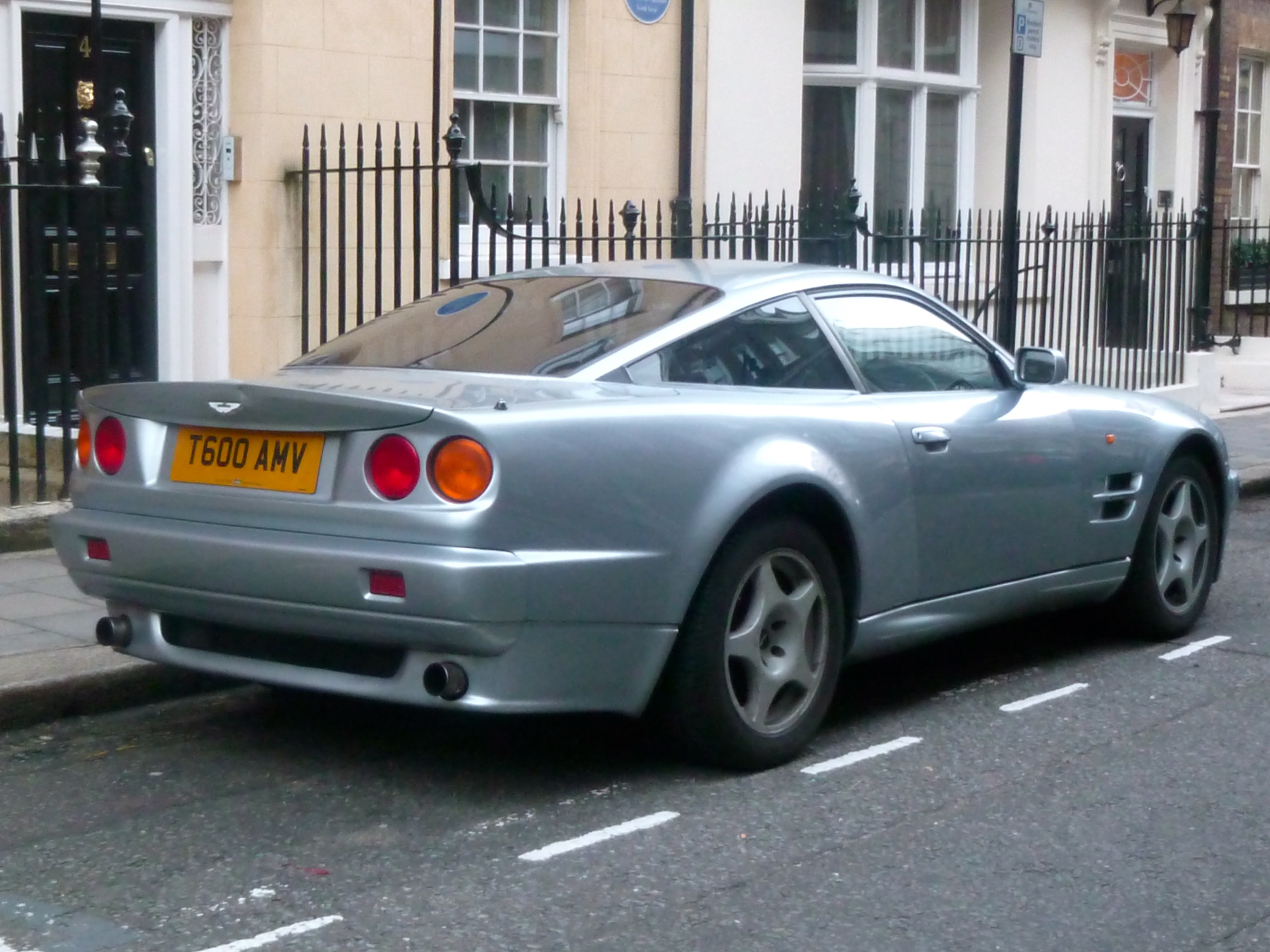
Vantage V600.

La Vantage V600 est apparue au salon de Birmingham en 1998. Elle est équipée d'un moteur amélioré et développé par Works Service qui apportait 50 ch supplémentaires ainsi que des améliorations aux roues, à la suspension et aux freins. Sa production démarre en 1999, il y aura 33 exemplaires, dont 21 en RHD et 12 en LHD.

### Vantage Le Mans

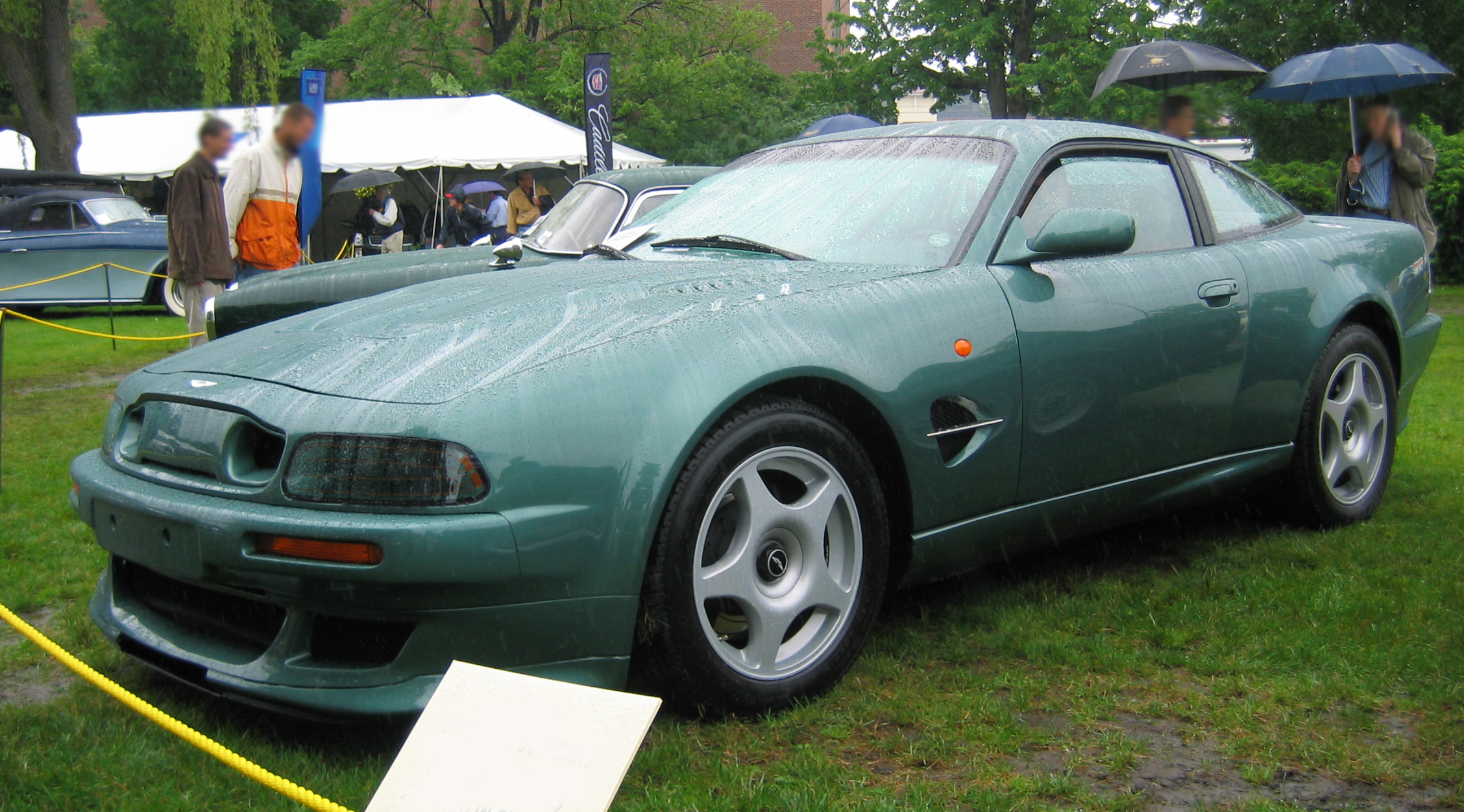
V8 Vantage Le Mans.

Après les versions Vantage V550 et Vantage V600, une édition spéciale Le Mans est apparue en 1999, construite à seulement 40 exemplaires, dont 22 en LHD et 18 en RHD, à la suite de sa dernière participation aux 24 Heures du Mans en 1959 et la victoire de l'écurie David Brown Racing Dept. avec une Aston Martin DBR1 et les pilotes Carroll Shelby et Roy Salvadori à son volant.
Son moteur développe 610 ch et produit un couple de 820 N m. Les 320 km/h étaient rapidement atteints et il ne suffisait que de 3.9 s pour passer de 0 à 100 km/h. La carrière de la voiture se termina en 2000, celle-ci étant remplacée par la V12 Vanquish.

### Vantage Volante
La Volante fut la dernière déclinaison de la V8 Vantage, construite en 9 exemplaires, dont une version rallongée (appelée LWB), elles sont équipées des mêmes moteurs V550 et V600. NB: 233 +63 +celles-ci = 305 Volante.

## VersionShooting Estate
Il y a également eu une version break Shooting Estate, dont la production est estimée à seulement 4 exemplaires, parmi elles, il y a 3 V8 Coupé et une Vantage, un des 33 exemplaires de la Vantage V600.